# 沃爾特·克萊斯勒
沃爾特·珀西·克萊斯勒（英語：Walter Percy Chrysler，1875年4月2日—1940年8月18日）是汽車製造商克萊斯勒汽車的總裁和創始人。

## 生平
1875年4月2日，沃尔特·克萊斯勒出生於美國堪薩斯州沃米戈，在堪薩斯州的埃利斯長大。父親亨利·克萊斯勒（Henry Chrysler）出生於加拿大查塔姆，有德國和荷蘭血統，1858年移民美国。母親安娜·瑪利亞（Anna Maria，娘家姓 Breymann）出生於密蘇里州罗什波特，有德國血統。父親於1858年移民美国，曾參加美國內戰，是一名堪萨斯州太平洋铁路鐵路工程師（後來的美國聯合太平洋鐵路公司），他從父親那裡繼承了對機械的興趣。
克萊斯勒17歲離開學校之後，成為美國聯邦太平洋鐵路的一名機械學徒，每小時只能掙5美分。18歲時，他實驗設計了一輛小型的蒸汽火車，可以成功地依靠自己的動力在鐵軌上運行。
當時蒸汽火車性能並不穩定，火車有時因為故障而誤點。克萊斯勒在猶他州鹽湖市期間，當時頻繁出入火車月臺的大多是摩門教的信徒，他們對火車晚點是不可接受的，有一次，一輛裝備增壓式汽缸蓋的火車進入了市區出現了故障。克萊斯勒的主管打電話叫他盡快速更換汽缸蓋，排除故障，此時距離火車準時開車只剩下幾個小時。克萊斯勒憑藉他的機械天才，成功地使火車得到了準時開車。克萊斯勒在證實了自己的價值之後，開始迅速地晉升，他相繼成為工長、總工長和科羅拉多與南方鐵路（Colorado & Southern Railroad）的千里達（Trinidad）機務段的主技師。由於同時具有機械的和管理的才能，使他地工作得心應手。
33歲時，克萊斯勒成為芝加哥大西方鐵路公司（Chicago Great Western Railroad）動力總監，是該職位有史以來最年輕的主管。但是，克萊斯勒仍然沒有停止進取之心，他深信，未來的運輸車輛應該是單體的和分散的，和發展中的汽車工業相比，鐵路工業不再擁有增長的潛力。
後來，克萊斯勒加入通用汽車，在通用汽車以副總裁退休後不久，又加入马克斯韦尔汽车公司，以 Chrysler Six 車型挽回马克斯韦尔汽车公司的財務危機，並以此為基礎成立克萊斯勒汽車。

## 外部連結
- Walter P. Chrysler  - 古滕堡分布式校对（加拿大）
- Photo of the Bendel Estate at Kings Point （页面存档备份，存于）
- "The Man Who Bet His Dreams" （页面存档备份，存于）, Popular Mechanics, 1932年8月, pp. 194–198
- 在Find a Grave上的沃爾特·克萊斯勒
- 有关沃爾特·克萊斯勒在德国经济学中央图书馆（ZBW）20世纪新闻档案中的剪报。